# Добрянський Лев Володимирович
Добря́нський Лев Володи́мирович (нар. 1862 чи 1864 — пом. 1941) — російський і радянський скрипковий майстер (скрипник) українського походження, винахідник покращення звучності струнних інструментів.

## Біографія
Народився у 1864 (за іншими даними у 1862) році в Одесі.
У 1903–1907 роках мешкав і працював у Мюнхені. Тут майстер отримав багато замовлень. Покращити свої скрипки Страдіварі йому довіряли такі видатні виконавці, як Фріда Скотт та Ян Кубелик. На скрипках роботи Добрянського грали Жак Тібо, Віллі Бурместер. Яном Кубеликом була придбана скрипка «Німеччина», гра на якій принесла йому світове визнання. На замовлення баварського принца Людвига Фердинанда, Л. В. Добрянський переробив його струнну колекцію з 17 скрипок.
У 1907 році майстер, на запрошення Санкт-Петербурзького музею, переїздить до Санкт-Петербурга, де займається упорядкуванням і реставрацією колекції з 360 скрипок, придбаної в Брюсселі.
У 1915 році Л. В. Добрянський повертається до Одеси, де веде майже жебрацьке життя. Замовлень не надходило. Про нього майже всі забули.
У 1930 році експертна комісія музично-драматичного інституту дала схвальне заключення скрипкам Л. В. Добрянського. Його ім'я знову зазвучало. На спеціальне замовлення ним була виготовлена скрипка «СРСР».
Помер Л. В. Добрянський восени 1941 року в Одесі.